# Glenanthe fasciventris
Glenanthe fasciventris är en tvåvingeart som beskrevs av Becker 1903. Glenanthe fasciventris ingår i släktet Glenanthe och familjen vattenflugor.
Artens utbredningsområde är Egypten. Inga underarter finns listade i Catalogue of Life.